# جورج لاتيمر (سياسي)
جورج لاتيمر (بالإنجليزية: George Latimer)‏ هو سياسي أمريكي، ولد في 8 يوليو 1750 في الولايات المتحدة، وتوفي في 12 يونيو 1825. انتخب List of speakers of the Pennsylvania House of Representatives ‏ وانتخب عضو مجلس نواب بنسيلفانيا.